# Wereldbeker snowboarden 2012/2013
De wereldbeker snowboarden 2012/2013 (officieel: FIS World Cup Snowboard 2012/2013) begon op 26 augustus 2012 in het Nieuw-Zeelandse Cardrona en eindigde op 27 maart 2013 in de Spaanse Sierra Nevada.

## Mannen

### Uitslagen
Legenda
- PGS = Parallelreuzenslalom
- PSL = Parallelslalom
- SBX = Snowboardcross
- HP = Halfpipe
- SBS = Slopestyle
- BA = Big air

| Datum                                                                                  | Plaats          | Onderdeel   | Eerste                                         | Tweede                                           | Derde                                             |
| -------------------------------------------------------------------------------------- | --------------- | ----------- | ---------------------------------------------- | ------------------------------------------------ | ------------------------------------------------- |
| 26/08/2012                                                                             | Cardrona        | HP          | Ryo Aono                                       | Shuhei Sato                                      | Zhang Yiwei                                       |
| 27/10/2012                                                                             | Londen          | BA          | Afgelast                                       | Afgelast                                         | Afgelast                                          |
| 10/11/2012                                                                             | Antwerpen       | BA          | Seppe Smits                                    | Clemens Schattschneider                          | Patrick Burgener                                  |
| 17/11/2012                                                                             | Stockholm       | BA          | Afgelast                                       | Afgelast                                         | Afgelast                                          |
| 07/12/2012                                                                             | Montafon        | SBX         | Omar Visintin                                  | Markus Schairer                                  | Nick Baumgartner                                  |
| 08/12/2012                                                                             | Montafon        | SBX (teams) | Verenigde Staten II Hagen Kearney Nate Holland | Italië I Luca Matteoti Omar Visintin             | Oostenrijk I Alessandro Hämmerle Markus Schairer  |
| 14/12/2012                                                                             | Telluride       | SBX         | Seth Wescott                                   | Alex Pullin                                      | Christopher Robanske                              |
| 15/12/2012                                                                             | Telluride       | SBX (teams) | Verenigde Staten I Nate Holland Seth Wescott   | Italië I Emanuel Perathoner Tommaso Leoni        | Oostenrijk II Michael Hämmerle Hanno Douschan     |
| 21/12/2012                                                                             | Carezza         | PGS         | Andreas Prommegger                             | Lukas Mathies                                    | Vic Wild                                          |
| 22/12/2012                                                                             | Park City       | HP          | Afgelast en verplaatst                         | Afgelast en verplaatst                           | Afgelast en verplaatst                            |
| 11/01/2013                                                                             | Copper Mountain | SBS         | Chas Guldemond                                 | Roope Tonteri                                    | Peetu Piiroinen                                   |
| 12/01/2013                                                                             | Copper Mountain | HP          | Nathan Johnstone                               | Luke Mitrani                                     | Louie Vito                                        |
| 11/01/2013                                                                             | Bad Gastein     | PSL         | Andreas Prommegger                             | Roland Fischnaller                               | Žan Košir                                         |
| 12/01/2013                                                                             | Bad Gastein     | PSL         | Žan Košir                                      | Roland Fischnaller                               | Aaron March                                       |
| 17 tot en met 27 januari 2013: FIS wereldkampioenschappen snowboarden 2013 in Stoneham |                 |             |                                                |                                                  |                                                   |
| 01/02/2013                                                                             | Park City       | HP          | Shaun White                                    | Scotty Lago                                      | Luke Mitrani                                      |
| 02/02/2013                                                                             | Blue Mountain   | SBX         | Christopher Robanske                           | Alex Pullin                                      | Nick Baumgartner                                  |
| 02/02/2013                                                                             | Sudelfeld       | PGS         | Afgelast                                       | Afgelast                                         | Afgelast                                          |
| 08/02/2013                                                                             | Rogla           | PGS         | Roland Fischnaller                             | Žan Košir                                        | Sylvain Dufour                                    |
| 09/02/2013                                                                             | Kongsberg       | SBX         | Afgelast en verplaatst naar Veysonnaz          | Afgelast en verplaatst naar Veysonnaz            | Afgelast en verplaatst naar Veysonnaz             |
| 11/02/2013                                                                             | Sotsji          | SBS         | Afgelast                                       | Afgelast                                         | Afgelast                                          |
| 14/02/2013                                                                             | Sotsji          | PGS         | Andreas Prommegger                             | Ingemar Walder                                   | Rok Flander                                       |
| 14/02/2013                                                                             | Sotsji          | HP          | Taku Hiraoka                                   | Iouri Podladtchikov                              | Scotty Lago                                       |
| 15/02/2013                                                                             | Sotsji          | PSL         | Afgelast                                       | Afgelast                                         | Afgelast                                          |
| 17/02/2013                                                                             | Sotsji          | SBX         | Alessandro Hämmerle                            | Alex Deibold                                     | Markus Schairer                                   |
| 23/02/2013                                                                             | Moskou          | PSL         | Stanislav Detkov                               | Nevin Galmarini                                  | Roland Fischnaller                                |
| 09/03/2013                                                                             | Arosa           | SBX         | Alex Pullin                                    | Nate Holland                                     | Lucas Eguibar                                     |
| 10/03/2013                                                                             | Arosa           | PGS         | Rok Marguč                                     | Matthew Morison                                  | Anton Unterkofler                                 |
| 16/03/2013                                                                             | Špindlerův Mlýn | SBS         | Torstein Horgmo                                | Ståle Sandbech                                   | Sven Thorgren                                     |
| 16/03/2013                                                                             | La Molina       | PGS         | Andreas Prommegger                             | Siegfried Grabner                                | Philipp Schoch                                    |
| 16/03/2013                                                                             | Veysonnaz       | SBX         | Alex Pullin Mateusz Ligocki                    | niet uitgereikt                                  | Alessandro Hämmerle                               |
| 17/03/2013                                                                             | Veysonnaz       | SBX (teams) | Canada I Christopher Robanske Robert Fagan     | Verenigde Staten I Nick Baumgartner Nate Holland | Verenigde Staten II Jonathan Cheever Seth Wescott |
| 20/03/2013                                                                             | Sierra Nevada   | PGS         | Afgelast                                       | Afgelast                                         | Afgelast                                          |
| 21/03/2013                                                                             | Sierra Nevada   | SBX         | Pierre Vaultier                                | Markus Schairer                                  | Omar Visintin                                     |
| 26/03/2013                                                                             | Sierra Nevada   | SBS         | Yuki Kadono                                    | Maxence Parrot                                   | Billy Morgan                                      |
| 27/03/2013                                                                             | Sierra Nevada   | HP          | Janne Korpi                                    | Ayumu Nedefuji                                   | Shuhei Sato                                       |

### Eindstanden
| Parallel (PSL/PGS) | Parallel (PSL/PGS) | Parallel (PSL/PGS) | Parallel (PSL/PGS) |
| #                  | Naam               | Land               | Punten             |
| ------------------ | ------------------ | ------------------ | ------------------ |
| 1                  | Andreas Prommegger | AUT                | 4660               |
| 2                  | Roland Fischnaller | ITA                | 3990               |
| 3                  | Žan Košir          | SLO                | 3410               |
| 4                  | Ingemar Walder     | AUT                | 2440               |
| 5                  | Nevin Galmarini    | SUI                | 2330               |
| 6                  | Rok Marguč         | SLO                | 2260               |
| 7                  | Lukas Mathies      | AUT                | 2210               |
| 8                  | Aaron March        | ITA                | 2160               |
| 9                  | Vic Wild           | USA                | 2110               |
| 10                 | Sylvain Dufour     | FRA                | 2080               |

| Freestyle (BA/HP/SBS) | Freestyle (BA/HP/SBS) | Freestyle (BA/HP/SBS) | Freestyle (BA/HP/SBS) |
| #                     | Naam                  | Land                  | Punten                |
| --------------------- | --------------------- | --------------------- | --------------------- |
| 1                     | Janne Korpi           | FIN                   | 2360                  |
| 2                     | Scotty Lago           | USA                   | 1960                  |
| 3                     | Zhang Yiwei           | JPN                   | 1900                  |
| 4                     | Shuhei Sato           | JPN                   | 1620                  |
| 5                     | Maxence Parrot        | CAN                   | 1600                  |
| 6                     | Roope Tonteri         | FIN                   | 1562                  |
| 7                     | Luke Mitrani          | USA                   | 1500                  |
| 8                     | Seppe Smits           | BEL                   | 1500                  |
| 9                     | Nathan Johnstone      | AUS                   | 1480                  |
| 10                    | Billy Morgan          | GBR                   | 1432                  |

| Slopestyle (SBS) | Slopestyle (SBS) | Slopestyle (SBS) | Slopestyle (SBS) |
| #                | Naam             | Land             | Punten           |
| ---------------- | ---------------- | ---------------- | ---------------- |
| 1                | Yuki Kadono      | JPN              | 1400             |
| 2                | Sven Thorgren    | SWE              | 1250             |
| 3                | Torstein Horgmo  | NOR              | 1220             |
| 4                | Maxence Parrot   | CAN              | 1200             |
| 5                | Ståle Sandbech   | NOR              | 1120             |
| 6                | Billy Morgan     | GBR              | 1072             |
| 7                | Roope Tonteri    | FIN              | 1040             |
| 8                | Chas Guldemond   | USA              | 1000             |
| 9                | Gjermund Bråten  | NOR              | 940              |
| 10               | Eric Beauchemin  | USA              | 690              |

| Parallelslalom (PSL) | Parallelslalom (PSL) | Parallelslalom (PSL) | Parallelslalom (PSL) |
| #                    | Naam                 | Land                 | Punten               |
| -------------------- | -------------------- | -------------------- | -------------------- |
| 1                    | Roland Fischnaller   | ITA                  | 2200                 |
| 2                    | Žan Košir            | SLO                  | 1617                 |
| 3                    | Aaron March          | ITA                  | 1500                 |
| 4                    | Andreas Prommegger   | AUT                  | 1400                 |
| 5                    | Stanislav Detkov     | RUS                  | 1230                 |
| 6                    | Justin Reiter        | USA                  | 1200                 |
| 7                    | Simon Schoch         | SUI                  | 930                  |
| 8                    | Vic Wild             | USA                  | 924                  |
| 9                    | Nevin Galmarini      | SUI                  | 922                  |
| 10                   | Patrick Bussler      | GER                  | 756                  |

| Big Air (BA) | Big Air (BA)            | Big Air (BA) | Big Air (BA) |
| #            | Naam                    | Land         | Punten       |
| ------------ | ----------------------- | ------------ | ------------ |
| 1            | Seppe Smits             | BEL          | 1000         |
| 2            | Clemens Schattschneider | AUT          | 800          |
| 3            | Patrick Burgener        | SUI          | 600          |
| 4            | Roope Tonteri           | FIN          | 500          |
| 5            | Janne Korpi             | FIN          | 450          |
| 6            | Maxence Parrot          | CAN          | 400          |
| 7            | Billy Morgan            | GBR          | 360          |
| 8            | Aljoša Krivec           | SLO          | 320          |
| 9            | Joris Ouwerkerk         | NED          | 290          |
| 10           | Joel Staub              | SUI          | 260          |

| Snowboardcross (SBX) | Snowboardcross (SBX) | Snowboardcross (SBX) | Snowboardcross (SBX) |
| #                    | Naam                 | Land                 | Punten               |
| -------------------- | -------------------- | -------------------- | -------------------- |
| 1                    | Alex Pullin          | AUS                  | 4550                 |
| 2                    | Markus Schairer      | AUT                  | 3500                 |
| 3                    | Omar Visintin        | ITA                  | 2880                 |
| 4                    | Alessandro Hämmerle  | AUT                  | 2692                 |
| 5                    | Nick Baumgartner     | USA                  | 2520                 |
| 6                    | Christopher Robanske | CAN                  | 2384                 |
| 7                    | Nate Holland         | USA                  | 1780                 |
| 8                    | Robert Fagan         | CAN                  | 1604                 |
| 9                    | Pierre Vaultier      | FRA                  | 1548                 |
| 10                   | Tommaso Leoni        | ITA                  | 1530                 |

| Parallelreuzenslalom (PGS) | Parallelreuzenslalom (PGS) | Parallelreuzenslalom (PGS) | Parallelreuzenslalom (PGS) |
| #                          | Naam                       | Land                       | Punten                     |
| -------------------------- | -------------------------- | -------------------------- | -------------------------- |
| 1                          | Andreas Prommegger         | AUT                        | 3660                       |
| 2                          | Roland Fischnaller         | ITA                        | 2880                       |
| 3                          | Rok Marguč                 | SLO                        | 2100                       |
| 4                          | Ingemar Walder             | AUT                        | 2030                       |
| 5                          | Žan Košir                  | SLO                        | 1810                       |
| 6                          | Lukas Mathies              | AUT                        | 1750                       |
| 7                          | Philipp Schoch             | SUI                        | 1678                       |
| 8                          | Sylvain Dufour             | FRA                        | 1599                       |
| 9                          | Nevin Galmarini            | SUI                        | 1530                       |
| 10                         | Matthew Morison            | CAN                        | 1400                       |

| Halfpipe (HP) | Halfpipe (HP)    | Halfpipe (HP) | Halfpipe (HP) |
| #             | Naam             | Land          | Punten        |
| ------------- | ---------------- | ------------- | ------------- |
| 1             | Scotty Lago      | USA           | 1960          |
| 2             | Zhang Yiwei      | CHN           | 1900          |
| 3             | Shuhei Sato      | JPN           | 1620          |
| 4             | Luke Mitrani     | USA           | 1500          |
| 5             | Nathan Johnstone | AUS           | 1480          |
| 6             | Janne Korpi      | FIN           | 1450          |
| 7             | Taku Hiraoka     | JPN           | 1320          |
| 7             | Ayumu Nedefuji   | JPN           | 1320          |
| 9             | Louie Vito       | USA           | 1310          |
| 10            | Ryo Aono         | JPN           | 1290          |

## Vrouwen

### Uitslagen
Legenda
- PGS = Parallelreuzenslalom
- PSL = Parallelslalom
- SBX = Snowboardcross
- HP = Halfpipe
- SBS = Slopestyle

| Datum                                                                                  | Plaats          | Onderdeel   | Eerste                                   | Tweede                                       | Derde                                                |
| -------------------------------------------------------------------------------------- | --------------- | ----------- | ---------------------------------------- | -------------------------------------------- | ---------------------------------------------------- |
| 26/08/2012                                                                             | Cardrona        | HP          | Kelly Clark                              | Sophie Rodriguez                             | Queralt Castellet                                    |
| 08/12/2012                                                                             | Montafon        | SBX         | Dominique Maltais                        | Raffaella Brutto                             | Belle Brockhoff                                      |
| 08/12/2012                                                                             | Montafon        | SBX (teams) | Oostenrijk Maria Ramberger Susanne Moll  | Frankrijk II Claire Chapotot Lorelei Schmitt | Frankrijk I Nelly Moenne-Loccoz Chloé Trespeuch      |
| 14/12/2012                                                                             | Telluride       | SBX         | Dominique Maltais                        | Maëlle Ricker                                | Aleksandra Jekova                                    |
| 15/12/2012                                                                             | Telluride       | SBX (teams) | Canada I Dominique Maltais Maëlle Ricker | Zwitserland I Simona Meiler Emilie Aubry     | Italië I Raffaella Bruto Michela Moioli              |
| 21/12/2012                                                                             | Carezza         | PGS         | Tomoka Takeuchi                          | Caroline Calvé                               | Anke Karstens                                        |
| 22/12/2012                                                                             | Park City       | HP          | Afgelast en verplaatst                   | Afgelast en verplaatst                       | Afgelast en verplaatst                               |
| 11/01/2013                                                                             | Copper Mountain | SBS         | Jamie Anderson                           | Kjersti Buaas                                | Isabel Derungs                                       |
| 12/01/2013                                                                             | Copper Mountain | HP          | Torah Bright                             | Kelly Clark                                  | Queralt Castellet                                    |
| 11/01/2013                                                                             | Bad Gastein     | PSL         | Amelie Kober                             | Marion Kreiner                               | Claudia Riegler                                      |
| 12/01/2013                                                                             | Bad Gastein     | PSL         | Patrizia Kummer                          | Julia Dujmovits                              | Svetlana Boldikova                                   |
| 17 tot en met 27 januari 2013: FIS wereldkampioenschappen snowboarden 2013 in Stoneham |                 |             |                                          |                                              |                                                      |
| 01/02/2013                                                                             | Park City       | HP          | Liu Jiayu                                | Arielle Gold                                 | Kaitlyn Farrington                                   |
| 02/02/2013                                                                             | Blue Mountain   | SBX         | Eva Samková                              | Dominique Maltais                            | Nelly Moenne-Loccoz                                  |
| 02/02/2013                                                                             | Sudelfeld       | PGS         | Afgelast                                 | Afgelast                                     | Afgelast                                             |
| 08/02/2013                                                                             | Rogla           | PGS         | Jekaterina Toedegesjeva                  | Nicolien Sauerbreij                          | Claudia Riegler                                      |
| 09/02/2013                                                                             | Kongsberg       | SBX         | Afgelast en verplaatst naar Veysonnaz    | Afgelast en verplaatst naar Veysonnaz        | Afgelast en verplaatst naar Veysonnaz                |
| 11/02/2013                                                                             | Sotsji          | SBS         | Afgelast                                 | Afgelast                                     | Afgelast                                             |
| 14/02/2013                                                                             | Sotsji          | PGS         | Marion Kreiner                           | Amelie Kober                                 | Ariane Lavigne                                       |
| 14/02/2013                                                                             | Sotsji          | HP          | Kelly Clark                              | Holly Crawford                               | Sophie Rodriguez                                     |
| 15/02/2013                                                                             | Sotsji          | PSL         | Afgelast                                 | Afgelast                                     | Afgelast                                             |
| 17/02/2013                                                                             | Sotsji          | SBX         | Michela Moioli                           | Nelly Moenne-Loccoz                          | Helene Olafsen                                       |
| 23/02/2013                                                                             | Moskou          | PSL         | Caroline Calvé                           | Aleksandra Król                              | Jekaterina Toedegesjeva                              |
| 09/03/2013                                                                             | Arosa           | SBX         | Dominique Maltais                        | Michela Moioli                               | Maëlle Ricker                                        |
| 10/03/2013                                                                             | Arosa           | PGS         | Hilde-Katrine Engeli                     | Patrizia Kummer                              | Caroline Calvé                                       |
| 16/03/2013                                                                             | Špindlerův Mlýn | SBS         | Enni Rukajärvi                           | Sina Candrian                                | Kjersti Buaas                                        |
| 16/03/2013                                                                             | La Molina       | PGS         | Anke Karstens                            | Marion Kreiner                               | Patrizia Kummer                                      |
| 16/03/2013                                                                             | Veysonnaz       | SBX         | Nelly Moenne-Loccoz                      | Dominique Maltais                            | Eva Samková                                          |
| 17/03/2013                                                                             | Veysonnaz       | SBX (teams) | Canada I Maëlle Ricker Dominique Maltais | Italië Michela Moioli Raffaella Brutto       | Verenigde Staten Faye Gulini Callan Chythlook-Sifsof |
| 20/03/2013                                                                             | Sierra Nevada   | PGS         | Afgelast                                 | Afgelast                                     | Afgelast                                             |
| 21/03/2013                                                                             | Sierra Nevada   | SBX         | Dominique Maltais                        | Nelly Moenne-Loccoz                          | Maëlle Ricker                                        |
| 26/03/2013                                                                             | Sierra Nevada   | SBS         | Afgelast                                 | Afgelast                                     | Afgelast                                             |
| 27/03/2013                                                                             | Sierra Nevada   | HP          | Sophie Rodriguez                         | Liu Jiayu                                    | Ursina Haller                                        |

### Eindstanden
| Parallel (PSL/PGS) | Parallel (PSL/PGS)      | Parallel (PSL/PGS) | Parallel (PSL/PGS) |
| #                  | Naam                    | Land               | Punten             |
| ------------------ | ----------------------- | ------------------ | ------------------ |
| 1                  | Patrizia Kummer         | SUI                | 3750               |
| 2                  | Marion Kreiner          | AUT                | 3580               |
| 3                  | Caroline Calvé          | CAN                | 3370               |
| 4                  | Jekaterina Toedegesjeva | RUS                | 3000               |
| 5                  | Amelie Kober            | GER                | 2720               |
| 6                  | Anke Karstens           | GER                | 2535               |
| 7                  | Tomoka Takeuchi         | JPN                | 2420               |
| 8                  | Claudia Riegler         | AUT                | 2390               |
| 9                  | Hilde-Katrine Engeli    | NOR                | 2280               |
| 10                 | Julia Dujmovits         | AUT                | 2270               |

| Freestyle (BA/HP/SBS) | Freestyle (BA/HP/SBS) | Freestyle (BA/HP/SBS) | Freestyle (BA/HP/SBS) |
| #                     | Naam                  | Land                  | Punten                |
| --------------------- | --------------------- | --------------------- | --------------------- |
| 1                     | Kelly Clark           | USA                   | 3200                  |
| 2                     | Liu Jiayu             | CHN                   | 2660                  |
| 3                     | Sophie Rodriguez      | FRA                   | 2600                  |
| 4                     | Kaitlyn Farrington    | USA                   | 1820                  |
| 5                     | Queralt Castellet     | ESP                   | 1780                  |
| 6                     | Arielle Gold          | USA                   | 1720                  |
| 7                     | Torah Bright          | AUS                   | 1650                  |
| 8                     | Kjersti Buaas         | NOR                   | 1400                  |
| 9                     | Ellery Hollingsworth  | USA                   | 1350                  |
| 10                    | Holly Crawford        | AUS                   | 1270                  |

| Snowboardcross (SBX) | Snowboardcross (SBX) | Snowboardcross (SBX) | Snowboardcross (SBX) |
| #                    | Naam                 | Land                 | Punten               |
| -------------------- | -------------------- | -------------------- | -------------------- |
| 1                    | Dominique Maltais    | CAN                  | 5600                 |
| 2                    | Nelly Moenne-Loccoz  | FRA                  | 4150                 |
| 3                    | Michela Moioli       | ITA                  | 3170                 |
| 4                    | Maëlle Ricker        | CAN                  | 2960                 |
| 4                    | Eva Samková          | CZE                  | 2960                 |
| 6                    | Aleksandra Jekova    | BUL                  | 2610                 |
| 7                    | Raffaella Brutto     | ITA                  | 2190                 |
| 8                    | Simona Meiler        | SUI                  | 1830                 |
| 9                    | Belle Brockhoff      | AUS                  | 1770                 |
| 10                   | Yuka Fujimori        | JPN                  | 1760                 |

| Parallelslalom (PSL) | Parallelslalom (PSL)    | Parallelslalom (PSL) | Parallelslalom (PSL) |
| #                    | Naam                    | Land                 | Punten               |
| -------------------- | ----------------------- | -------------------- | -------------------- |
| 1                    | Patrizia Kummer         | SUI                  | 1690                 |
| 2                    | Amelie Kober            | GER                  | 1600                 |
| 3                    | Caroline Calvé          | CAN                  | 1390                 |
| 4                    | Marion Kreiner          | AUT                  | 1350                 |
| 5                    | Jekaterina Toedegesjeva | RUS                  | 1290                 |
| 6                    | Julia Dujmovits         | AUT                  | 1160                 |
| 7                    | Svetlana Boldikova      | RUS                  | 1120                 |
| 8                    | Isabella Laböck         | GER                  | 1030                 |
| 9                    | Hilde-Katrine Engeli    | NOR                  | 960                  |
| 10                   | Alena Zavarzina         | RUS                  | 930                  |

| Halfpipe (HP) | Halfpipe (HP)        | Halfpipe (HP) | Halfpipe (HP) |
| #             | Naam                 | Land          | Punten        |
| ------------- | -------------------- | ------------- | ------------- |
| 1             | Kelly Clark          | USA           | 3200          |
| 2             | Liu Jiayu            | CHN           | 2660          |
| 3             | Sophie Rodriguez     | FRA           | 2600          |
| 4             | Kaitlyn Farrington   | USA           | 1820          |
| 5             | Queralt Castellet    | ESP           | 1780          |
| 6             | Arielle Gold         | USA           | 1720          |
| 7             | Torah Bright         | AUS           | 1650          |
| 8             | Ellery Hollingsworth | USA           | 1350          |
| 9             | Holly Crawford       | AUS           | 1270          |
| 10            | Ursina Haller        | SUI           | 1220          |

| Parallelreuzenslalom (PGS) | Parallelreuzenslalom (PGS) | Parallelreuzenslalom (PGS) | Parallelreuzenslalom (PGS) |
| #                          | Naam                       | Land                       | Punten                     |
| -------------------------- | -------------------------- | -------------------------- | -------------------------- |
| 1                          | Marion Kreiner             | AUT                        | 2512                       |
| 2                          | Patrizia Kummer            | SUI                        | 2480                       |
| 3                          | Tomoka Takeuchi            | JPN                        | 2310                       |
| 4                          | Jekaterina Toedegesjeva    | RUS                        | 2210                       |
| 5                          | Caroline Calvé             | CAN                        | 2125                       |
| 6                          | Nicolien Sauerbreij        | NED                        | 1880                       |
| 7                          | Anke Karstens              | GER                        | 1865                       |
| 8                          | Claudia Riegler            | AUT                        | 1669                       |
| 9                          | Hilde-Katrine Engeli       | NOR                        | 1460                       |
| 10                         | Stefanie Müller            | SUI                        | 1270                       |

| Slopestyle (SBS) | Slopestyle (SBS) | Slopestyle (SBS) | Slopestyle (SBS) |
| #                | Naam             | Land             | Punten           |
| ---------------- | ---------------- | ---------------- | ---------------- |
| 1                | Kjersti Buaas    | NOR              | 1400             |
| 2                | Jamie Anderson   | USA              | 1000             |
| 2                | Enni Rukajärvi   | FIN              | 1000             |
| 4                | Sina Candrian    | SUI              | 815              |
| 5                | Šárka Pančochová | CZE              | 720              |
| 5                | Silje Norendal   | NOR              | 720              |
| 7                | Isabel Derungs   | SUI              | 600              |
| 8                | Elena Könz       | SUI              | 590              |
| 9                | Rebecca Torr     | NZL              | 550              |
| 10               | Stefi Luxton     | NZL              | 470              |